# Linia kolejowa nr 171
Linia kolejowa nr 171 – pierwszorzędna, prawie w całości dwutorowa, zelektryfikowana linia kolejowa znaczenia państwowego łącząca Dąbrowę Górniczą Towarową z posterunkiem odgałęźnym Panewnik.

## Stan techniczny
Ze względu na pogarszający się stan techniczny linii kolejowej nr 171 oraz występujące licznie szkody górnicze konieczne było wprowadzenie licznych ograniczeń prędkości do 30 km/h. W rozkładzie jazdy 2015/2016 podniesiono prędkość szlakową do 50 km/h (km 32,000-38,500).